# Quakertown
Quakertown es un borough ubicado en el condado de Bucks en el estado estadounidense de Pensilvania. En el año 2000 tenía una población de 8,931 habitantes y una densidad poblacional de 1,708 personas por km².

## Geografía
Quakertown se encuentra ubicado en las coordenadas 40°26′26″N 75°20′26″O / 40.44056, -75.34056.

## Demografía
Según la Oficina del Censo en 2000 los ingresos medios por hogar en la localidad eran de $41,942 y los ingresos medios por familia eran $51,194. Los hombres tenían unos ingresos medios de $33,697 frente a los $26,988 para las mujeres. La renta per cápita para la localidad era de $20,562. Alrededor del 5.9% de la población estaba por debajo del umbral de pobreza.